# Laccophilus anticatus
Laccophilus anticatus är en skalbaggsart som beskrevs av Sharp 1890. Laccophilus anticatus ingår i släktet Laccophilus och familjen dykare.

## Underarter
Arten delas in i följande underarter:
- L. a. translucidus
- L. a. anticatus